# Toilettenpapier
Das Toilettenpapier, auch Klopapier, Klosettpapier oder WC-Papier, ist ein zur einmaligen Verwendung gedachtes Tissue-Papier zur Reinigung der Ausscheidungsorgane nach dem Stuhlgang oder nach dem Harnlassen. Bei Verwendung eines Bidets oder einer Duschtoilette kann Toilettenpapier zur Trocknung eingesetzt werden. Toilettenpapier zerfällt in den meisten Ländern in der Kanalisation; in einigen Ländern ist es nicht üblich, das Papier hinunterzuspülen.
In zahlreichen Regionen in Afrika und Asien ist die Verwendung von Toilettenpapier nicht üblich.

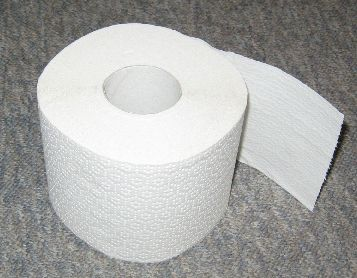
Recyclingtoilettenpapier

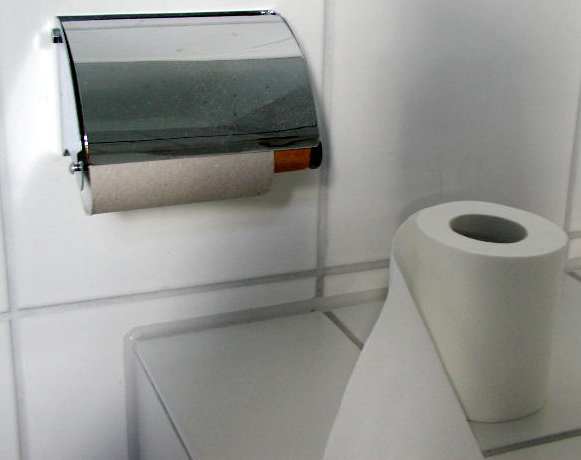
Toilettenpapier und Toilettenpapierhalter

## Formen
Das zumeist auf Papphülsen („Klorolle“, „Toilettenpapierrolle“ oder „Klopapierrolle“ genannt) aufgewickelte Toilettenpapier kann aus bis zu sechs Papierlagen bestehen. Es ist meist zehn Zentimeter breit. Zum leichteren Abreißen der benötigten Papiermenge sind Perforationen auf Kleinrollen üblich. Gefärbtes oder mit Bildern oder Texten bedrucktes Toilettenpapier findet oft als Scherzartikel oder Werbeartikel Verwendung. Es gibt feuchtes, antibakterielles und parfümiertes Papier. Feuchttücher können in der Abwasserentsorgung problematisch sein, weil sich dieses Papier nicht schnell genug auflöst; zudem gibt es Gesundheitsbedenken. Die Unternehmen haben deshalb für gewöhnliches Toilettenpapier durch kationische, wasserlösliche Polymere eine temporäre Nassreißfestigkeit entwickelt, um die Interessen der Toilettenbenutzer und der Kläranlagen in Einklang zu bringen. Für den Outdoor-Bereich wurden Toilettenpapiere entwickelt, die sich im Boden bis zu viermal schneller zersetzen als herkömmliche Papiere.

## Herstellung
Holz für die Zellstoffherstellung wird vor allem aus Kiefern, Fichten, Birken und auch zu geringen Teilen aus Eukalyptus-Bäumen gewonnen. Da Lignin und andere Pflanzenstoffe nicht vollständig durch den Kochprozess bei der Zelluloseherstellung entfernt werden können, bleibt der Zellstoff dunkel gefärbt. Für Hygieneprodukte werden die Zellulosefasern weiter aufbereitet und die noch verbliebenen Ligninreste, ähnlich dem Prozess für Papier, in einem Bleichprozess entfernt. Das hat den Vorteil, dass der Zellstoff nicht nur entfärbt, sondern auch saugfähiger und weicher wird, denn Lignin ist wasserabweisend.

Weltweite Zellstoffproduktion von 1990 bis 2005 nach Bleichmethode: Chlor (grün, unten), Elementar-Chlor-Frei (blau, Mitte), mit Chlordioxid oder Chlorit und Total-Chlor-Frei (grau, oben) mit Ozon oder Wasserstoffperoxid gebleicht.

Bei dem früher zum Bleichen verwendeten elementaren Chlor bildeten sich chlorierte Abfallprodukte, die negative Einwirkungen auf Mensch und Umwelt hatten. Unter diesen Abfallstoffen besonders problematisch sind die hochtoxischen Dioxine. Als Oxidationsmittel dienen stattdessen Chlordioxid, Wasserstoffperoxid oder Ozon. Abhängig vom Oxidationsmittel unterscheidet man zwischen ECF-gebleichten (Elementar-Chlor-Frei), z. B. Bleiche mit Hypochlorit oder Chlordioxid, in denen immer noch chlorhaltige Substanzen für die bleichende Wirkung verantwortlich sind, und TCF-gebleichten (Total-Chlor-Frei) Zellstoff, z. B. mit Sauerstoff, Wasserstoffperoxid oder Ozon.
Durch Aufbringen des Zellulosebreis auf eine bienenwabenartige Siebstruktur werden die Fasern in eine bestimmte Anordnung gebracht und erhalten so ein dreidimensionales Profil. Tissue wird in zwei oder mehreren Lagen verarbeitet. Bei Toilettenpapier kann die Oberfläche noch mit einer Prägung versehen oder bedruckt werden. Durch die Prägung wird bei mehrlagigen Toilettenpapieren die Haftung der Einzellagen untereinander sowie die Festigkeit des Blattes erreicht, ein Effekt, der sich durch punktuelles Verkleben noch steigern lässt. Eine Kombination aus weichen Zellstofffasern mit besonders dicken und sicheren Lagen aus dichtem Faserverbund kennzeichnet mehrlagige Papiere. Die oft gewünschte Weichheit wird durch die Strukturierung der Oberfläche erzielt.
Durch das gestiegene Umweltbewusstsein der Konsumenten wie auch der Hersteller wird bei der Zellstoff- und Tissueproduktion zunehmend auf einen sparsamen Wasserverbrauch sowie umweltverträgliche Verfahren bei der Abwasserbeseitigung geachtet. Die bei der Produktion anfallenden Holzreststoffe und Laugenüberstände werden zur Deckung des Energiebedarfs verwendet. Zudem gibt es Varianten, die teilweise oder vollständig aus Altpapier hergestellt werden. Gemäß 2016 veröffentlichter Zahlen macht der Anteil verkauften Recycling-Toilettenpapiers in Deutschland aber nur 24 Prozent aus, was vor allem an den Privatverbrauchern liegt, während er bei Großunternehmen und Kommunen schätzungsweise 80 Prozent beträgt. Bei Hygienepapieren ging der Anteil an Recyclingpapier im Einzelhandel von 72 Prozent 2001 auf 51 Prozent 2012 zurück.
Die Hygienepapierherstellung ist extrem kapitalintensiv und dem generellen Preisdruck im Einzelhandel ausgesetzt. Wegen des relativ geringen Warenwerts und der Frachtkosten rentieren sich Lieferwege von über 500 Kilometern laut einem Bericht der FAZ von 2014 nicht. Es handelt sich um ein schnelldrehendes Konsumgut, für das Verbraucher üblicherweise wenig Interesse aufbringen.

## Geschichte
Archäologische Funde im ältesten Salzbergwerk der Welt, dem Salzberg bei Hallstatt, lassen vermuten, dass in der Bronzezeit Pestwurzen-Blätter auch als Toilettenpapier verwendet wurden. Noch heute gibt es in Bayern die volkstümliche Bezeichnung Arschwurzen für diese Pflanze.
Vor Verwendung von Toilettenpapier wurden Lumpen (Textilien) oder Schwämme verwendet, überwiegend aber keine Hilfsmittel. Die linke Hand war in vielen Kulturen, insbesondere Asiens, der Körperreinigung vorbehalten, die rechte dem Händedruck und dem Essen, was eine soziale Benachteiligung Einhändiger (Strafamputation) nach sich zog.
Die erste Erwähnung von Toilettenpapier findet sich für das China des 6. Jahrhunderts. Der Gelehrte Yan Zhitui (531–591) schrieb im Jahr 589: „Ich würde es nie wagen, Papier mit Zitaten oder Kommentaren aus den Fünf Klassikern oder Namen von Weisen darauf für die Toilette zu verwenden.“ Im Jahr 851 schrieb ein Reisender: „Sie (die Chinesen) sind nicht sehr sorgfältig mit Sauberkeit, und sie waschen sich nicht mit Wasser, wenn sie ihr Geschäft erledigt haben, sondern wischen sich nur mit Papier ab.“ Für das frühe 14. Jahrhundert findet sich in Aufzeichnungen für den Raum der heutigen Provinz Zhejiang eine jährliche Produktion von 10 Millionen Packungen mit je 1000 bis 10.000 Blatt Toilettenpapier. Der kaiserliche Hof in Nanjing verbrauchte 1393 etwa 720.000 Blatt mit einer Größe von 2 × 3 Fuß. Kaiser Hongwu und seine Familie verbrauchten in diesem Jahr 15.000 Blatt einer besonders weichen und parfümierten Toilettenpapiersorte.
In Europa ist aus dem Mittelalter die Verwendung von alten Lappen, Stoffresten, Wollbällchen oder auch Moos, Blättern, Heu und Stroh belegt, ab dem 16. Jahrhundert auch von Abfall- und minderwertigem Papier. Bei Ausgrabungen mittelalterlicher Latrinen, beispielsweise aus der Hansestadt Tartu (Estland), wo mehr als 3200 als Toilettenpapier genutzte Textilreste aus mehreren Haushalten ausgewertet wurden, konnten qualitative Unterschiede der als Toilettenpapier genutzten Textilien analog zu dem sozialen Status des zugehörigen Haushaltes beobachtet werden. So bestand die Mehrzahl der Textilreste aus wohlhabenden Haushalten aus in Streifen gerissenen, feinen und weichen Wollstoffen aus stark abgetragener Alltagskleidung, denen vereinzelt noch seidene Applikationen anhafteten. Demgegenüber setzten sich die Textilreste aus sozial schlechter gestellten Haushalten aus eher groben einfachen Stoffen zusammen, was direkt mit der von den Bewohnern getragenen Alltagskleidung korrespondiert. Seide war zu diesen Zeiten extrem teuer und machte in Tartu gerade einmal 0,6 % der gefundenen Textilreste aus, ist aber dennoch in Zweitverwendung in Latrinen gelandet. In islamisch geprägten Ländern war der Gebrauch von Papier im 16. Jahrhundert dem Bericht eines französischen Reisenden aus der Türkei zufolge aus religiösen Gründen verpönt – man verwende dort zur Reinigung „niemals Papier oder sonst etwas, auf das sich der Name Gottes schreiben ließe“. Hans Jakob Christoffel von Grimmelshausen beschrieb 1669 in seiner Continuatio des Abentheuerlichen Simplicissimi, wie aus einem Hanfsamen nacheinander Kleidung, Windeln, Schreibpapier und Packpapier wird, bis der Bogen schließlich am Abort endet.
Die Nutzung von Papier stieg mit der Verbreitung von Zeitungen und dem Aufkommen der industriellen Papierherstellung. Mit der Verbreitung des Wasserklosetts in der zweiten Hälfte des 19. Jahrhunderts zunächst in England wurde spezielles Papier benötigt, das nicht zur Verstopfung der Abwasserleitungen führt.
Das erste moderne, kommerziell erhältliche Papier, das in einer Fabrik speziell als Toilettenpapier hergestellt wurde, produzierte Joseph Gayetty 1857 in den USA. Es bestand aus einzelnen Blättern in einer Schachtel und war mit Aloen-Extrakten getränkt.

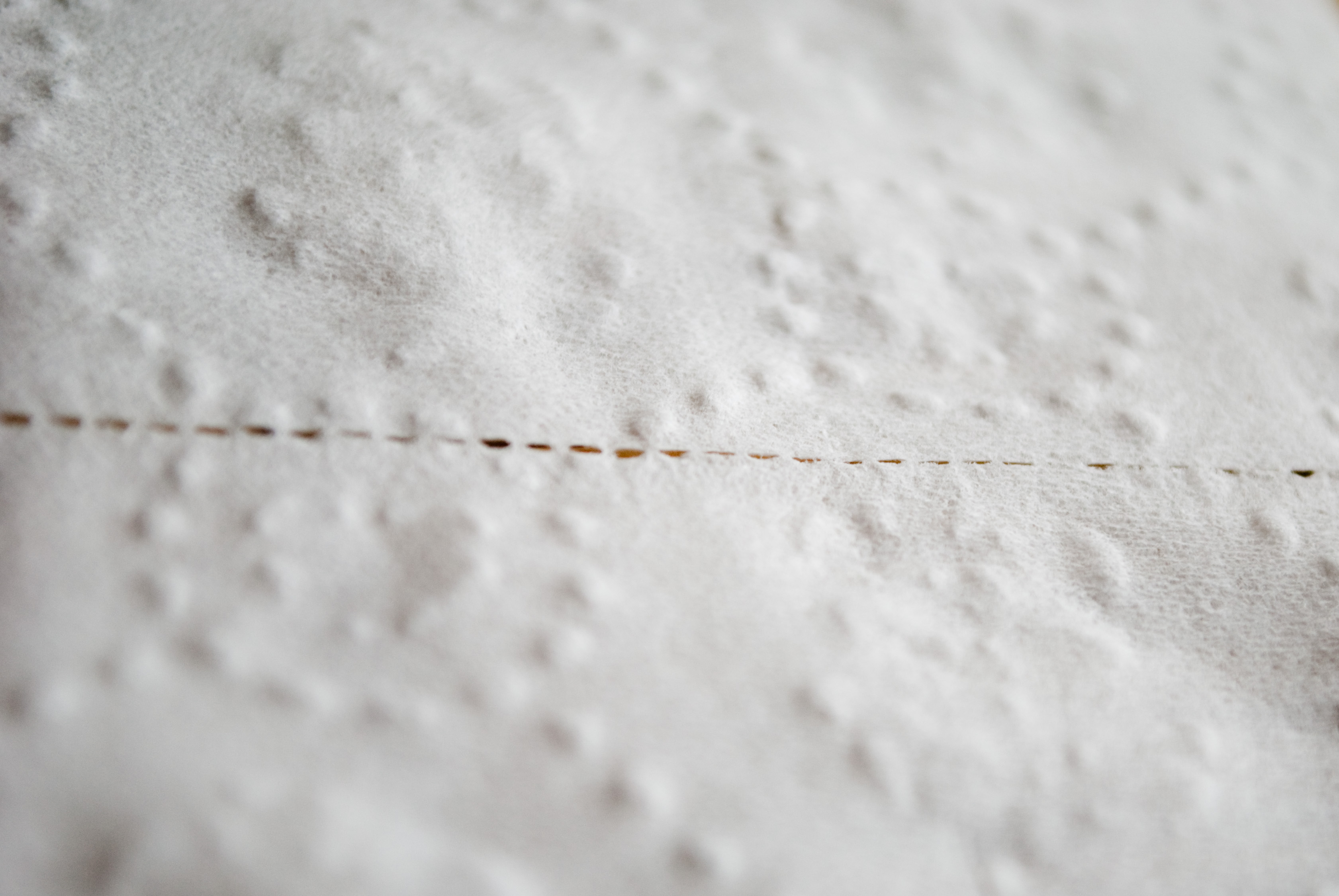
Perforation zur Trennung von Toilettenpapierblättern

Das perforierte Toilettenpapier auf Rollen, wie wir es kennen, stammt aus dem späten 19. Jahrhundert. Das Fachblatt Papier-Zeitung erwähnte 1879 in einem Bericht über gelochtes Rollenpapier für Verpackungszwecke, dass vielfach auch derartiges Closetpapier angeboten werde.

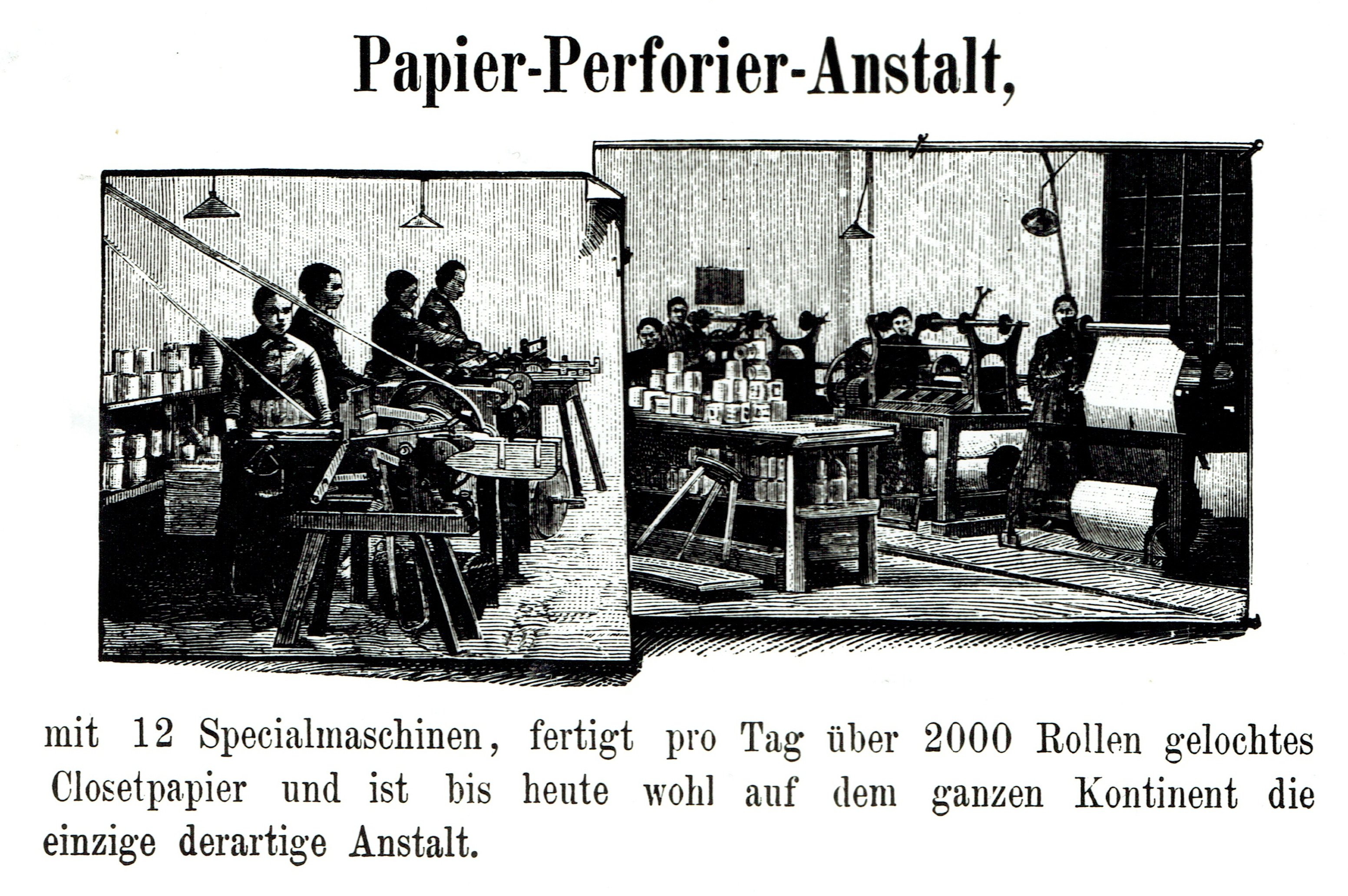
Closetpapier-Produktion der Eisenwerke Gaggenau 1891

Im Jahre 1888 gehörten zum vielfältigen Angebot der Eisenwerke Gaggenau neben perforiertem Toilettenpapier auch passende Halter („Closetclipse für Rollenpapier“). 1891 konnte das Unternehmen täglich 2000 Rollen gelochtes Closetpapier in seiner Papier-Perforier-Anstalt produzieren, der nach eigener Ansicht damals einzigen derartigen Einrichtung in Europa außerhalb von Großbritannien.
Im Jahre 1928 gründete Hans Klenk in Ludwigsburg die Toilettenpapierfabrik Hakle. Damals bestand eine Rolle aus 1000 Blatt rauen Krepppapiers. Im Jahre 1959 verbreitete sich im Westen Deutschlands – aus Amerika kommend – das weichere Tissue-Papier, das auf der Haut angenehmer ist. Hakle führte das zweilagige (1972) und das dreilagige (1984) sowie das feuchte (1977) Toilettenpapier in Deutschland ein. In der DDR blieb Krepppapier die einzig verfügbare Sorte. Dabei kam es hin und wieder zu Versorgungsengpässen, die „Gegenstand unendlicher Geschichten“ und Thema der Berichterstattung in westdeutscher Presse wurden. Generationenübergreifend charakterisierten DDR-Bürger das verfügbare Toilettenpapier – das auch Gegenstand des politischen Witzes war – im Rückblick als „hart“, „rauh“ und „viel zu dünn“. Nach Westbesuchen gehörte das dortige weichere Papier für viele zu den kleinen Annehmlichkeiten, die „schmerzlich vermisst“ wurden.
In Japan kam es 1973 während der Ölkrise zu der „Toilettenpapier-Panik“. Das Gerücht einer zu erwartenden Verknappung von Toilettenpapier aufgrund einer Beschränkung der Ölimporte führte zu Hamsterkäufen. Damit kam es zu einer Verknappung, die wiederum die Gerüchte zu bestätigen schien. Im Dezember desselben Jahres gab es auch in den USA Hamsterkäufe aufgrund einer Satiresendung im Fernsehen.
In Europa wurden in Mangelzeiten (den 1920er Jahren nach dem Ersten Weltkrieg, den letzten Jahren des Zweiten Weltkriegs und den ersten Nachkriegsjahren) auch Zeitungen in kleine Blätter zerschnitten, an einer Ecke gelocht und mit einem Bindfaden an einem Nagel aufgehängt oder auf einen Haken gespießt. In armen Gegenden etwa Südamerikas existiert diese Praxis noch. Als Alternative gab es nach oben offene Holzkästchen, die an der Wand angebracht wurden und mit dem passend geschnittenen Zeitungspapier gefüllt wurden. In den 2010er Jahren wurde die Knappheit an Toilettenpapier in Venezuela im Zuge der dortigen Versorgungskrise an Konsumgütern (siehe Proteste in Venezuela 2014–2017) weltweit thematisiert und auf die herrschende Mangelwirtschaft zurückgeführt.
Im Jahre 2005 berichtete Die Zeit, in der westlich geprägten chinesischen Stadt Shanghai würden jährlich 140.000 Tonnen Toilettenpapier verbraucht, während es im restlichen China weitgehend ungebräuchlich sei. Für den Fall, dass sich der Trend zur Nutzung des Toilettenpapiers ins restliche China mit seiner Milliardenbevölkerung verbreiten sollte, haben sich chinesische Materialforscher mit Ersatzrohstoffen wie Stroh und Zuckerrohr beschäftigt.
Aufgrund der COVID-19-Pandemie 2020 kam es weltweit zu Hamsterkäufen, die dazu führten, dass es vor allem einen Mangel an Toilettenpapier in Supermärkten gab. Einige Supermärkte limitierten daraufhin den Verkauf von Toilettenpapier an Einzelpersonen. Dieses Phänomen wurde von den klassischen Medien und in der Netzkultur mehrfach diskutiert und humoristisch verarbeitet. Das Statistische Bundesamt (Destatis) meldete für den Zeitraum zwischen dem 16. und 22. März 2020 eine Nachfragesteigerung beim Toilettenpapier von +211 %, mehr als drei Mal so viel wie in den sechs Monaten zuvor in Deutschland.
Ende Oktober 2020 gab die Österreichische Post eine „Sondermarke Corona“ zum Nennwert von 2,75 Euro plus 2,75 Euro karitativem Zuschlag in einer Auflage von 300.000 Stück aus. Der Markenblock ist aus echtem Toilettenpapier eines österreichischen Produzenten hergestellt und 40 auf 50 Millimeter groß, die Markenzähnung ist der Perforierung eines handelsüblichen WC-Papiers nachgeahmt. Materialwahl und Gestalt spielen ironisch auf die Hamsterkäufe von Toilettenpapier an.
Toilettenpapier wurde inzwischen an einigen Orten als Hauptquelle für Per- und polyfluorierte Alkylverbindungen (PFAS) im Abwasser festgestellt, wobei 6:2-Fluortelomerphosphatdiester am häufigsten nachgewiesen wurde.

## Verbreitung in Deutschland
In Deutschland werden laut einer Schätzung von 2017 im Jahr 2,5 Milliarden Rollen Toilettenpapier verbraucht, während ein Bericht von 2016 fast drei Milliarden Rollen nennt, was 18 Kilogramm je Bundesbürger im Jahr entspricht. Für 2004 gibt der Industrieverband Körperpflege- und Waschmittel einen Verbrauch von durchschnittlich 46 Rollen Toilettenpapier pro Person und Jahr an. Innerhalb eines Jahrzehnts sei der Bedarf von 1 auf 1,5 Millionen Tonnen Toilettenpapier in Deutschland gestiegen. In Deutschland gibt es über 80 Sorten (Stand 2005).

## Alltagskultur
Europaweit gibt es kulturelle Unterschiede in der Auswahl des Toilettenpapiers. Die Zeit berichtete 2005, lange sei es deutschen Konsumenten hauptsächlich um möglichst viele Lagen gegangen; inzwischen werde von den Unternehmen und ihren Forschungsabteilungen weniger auf deren Zahl als auf die Eigenschaften Reißfestigkeit und Weichheit fokussiert, aber letztere genüge den deutschen Verbrauchern noch nicht. Laut dem Vorstandsvorsitzenden des Herstellers Wepa, Martin Krengel, werde in Südeuropa auf mehrlagiges, weiches Papier weniger Wert gelegt; in Italien sei buntes Papier beliebt. Laut einer Studie von 2012 wünschen sich drei Prozent der befragten deutschen Verbraucher „zusätzlichen Unterhaltungswert“.

### Verwendung
Die Verwendung von Toilettenpapier wurde durch eine repräsentative Umfrage in Deutschland 2012 untersucht. Demnach falten 66,8 Prozent der Deutschen das Papier vor Gebrauch, während es je 7,4 Prozent knüllen und um die Hand wickeln und 4,7 Prozent in Einzelblättern aufeinandergelegt stückeln, Letzteres überdurchschnittlich häufig bei älteren Personen (9 Prozent). 7,7 Prozent entscheiden spontan, 4,8 Prozent ist dies gleichgültig, dabei doppelt so viele Frauen wie Männer. Das Handwickeln ist bei Frauen mit einem Anteil von 10 Prozent überdurchschnittlich häufig, insbesondere bei jüngeren, während mehr Männer als Frauen falten und knüllen. Laut dem Wepa-Vorstandsvorsitzenden Martin Krengel könne man verallgemeinern, dass tendenziell in Deutschland gefaltet, in Südeuropa geknüllt werde. 2005 gab die Marktforschung von Procter & Gamble sogar an, dass 90 Prozent der Deutschen falten würden und gerade für sie die Reißfestigkeit des Papiers wichtig sei. Dagegen würde ein Drittel der Engländer und auch ein Großteil der Franzosen knüllen, genauso wie fast alle Einwohner der Vereinigten Staaten, weshalb das Papier – für den deutschen Markt ungeeignet – in den USA kaum Struktur aufweise. Eine zu Beginn der 1990er Jahre in den USA durchgeführte Umfrage mit 1200 Teilnehmern ergab, dass durchschnittlich 90 Einzelblätter pro Tag verwendet werden, was 75 WC-Rollen pro Person und Jahr ergibt.
Manche putzen sich den Po im Sitzen ab, andere stehen dazu auf.

### Rollen-Orientierung

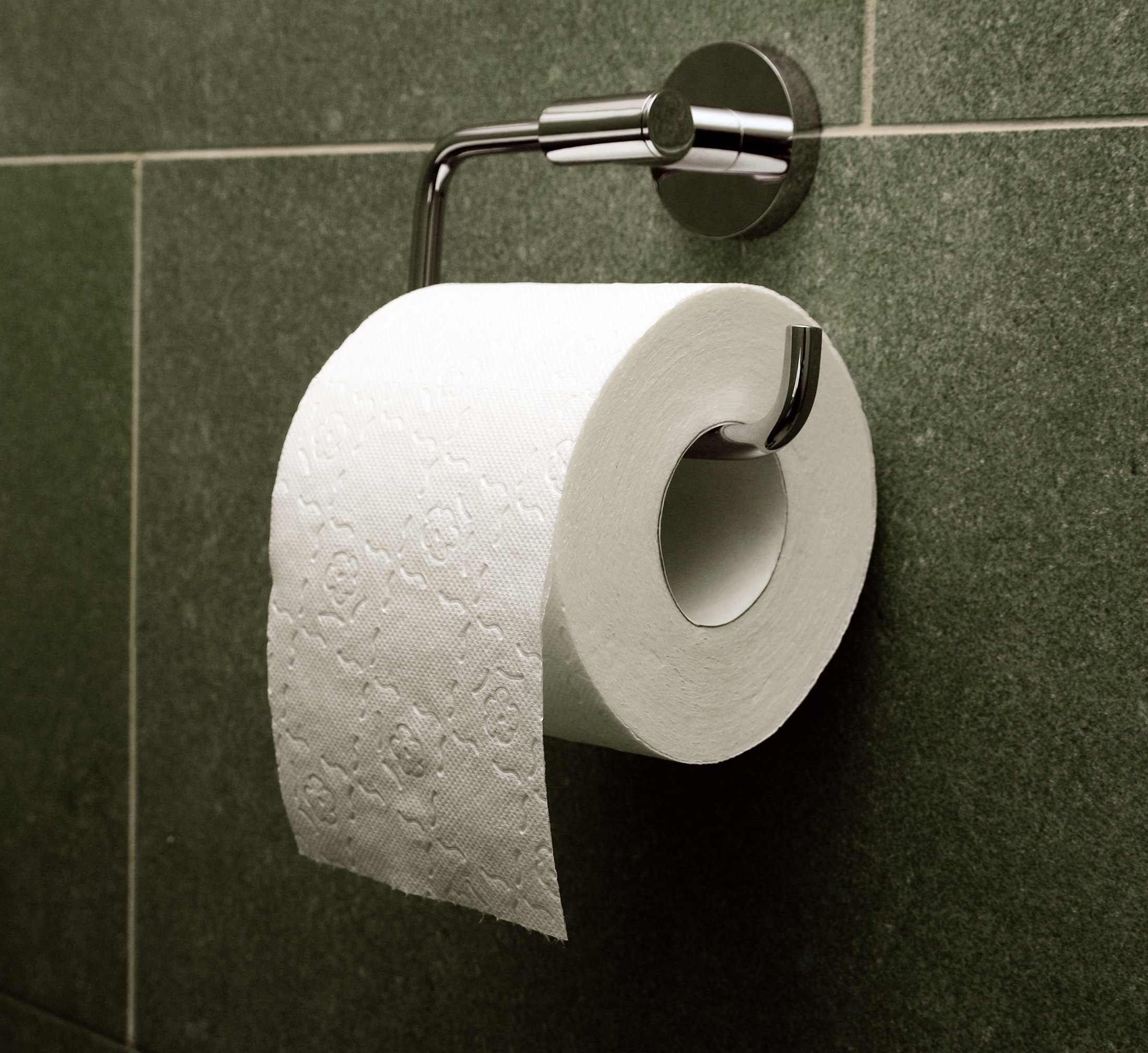
Papierende vor der Rolle
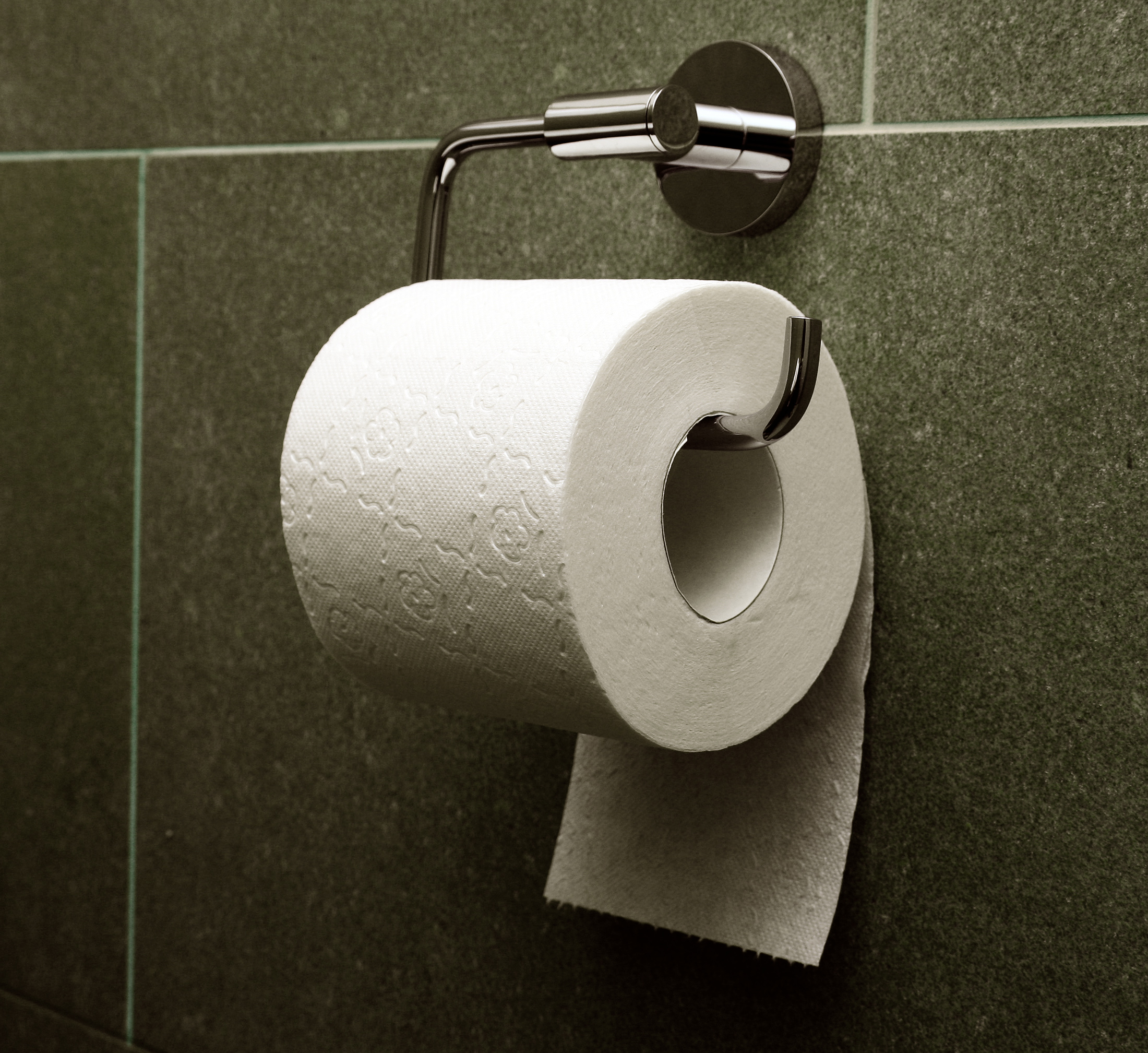
Papierende hinter der Rolle

Es gibt zwei Möglichkeiten, Toilettenpapier in den üblichen Haltern mit einer horizontalen Achse parallel zur Wand aufzuhängen: Das Papierende kann entweder vor oder hinter der Rolle liegen. Die Frage nach der „richtigen“ Ausrichtung wird insbesondere in den Vereinigten Staaten immer wieder medial thematisiert.

## Gestaltung

### Beschaffenheit

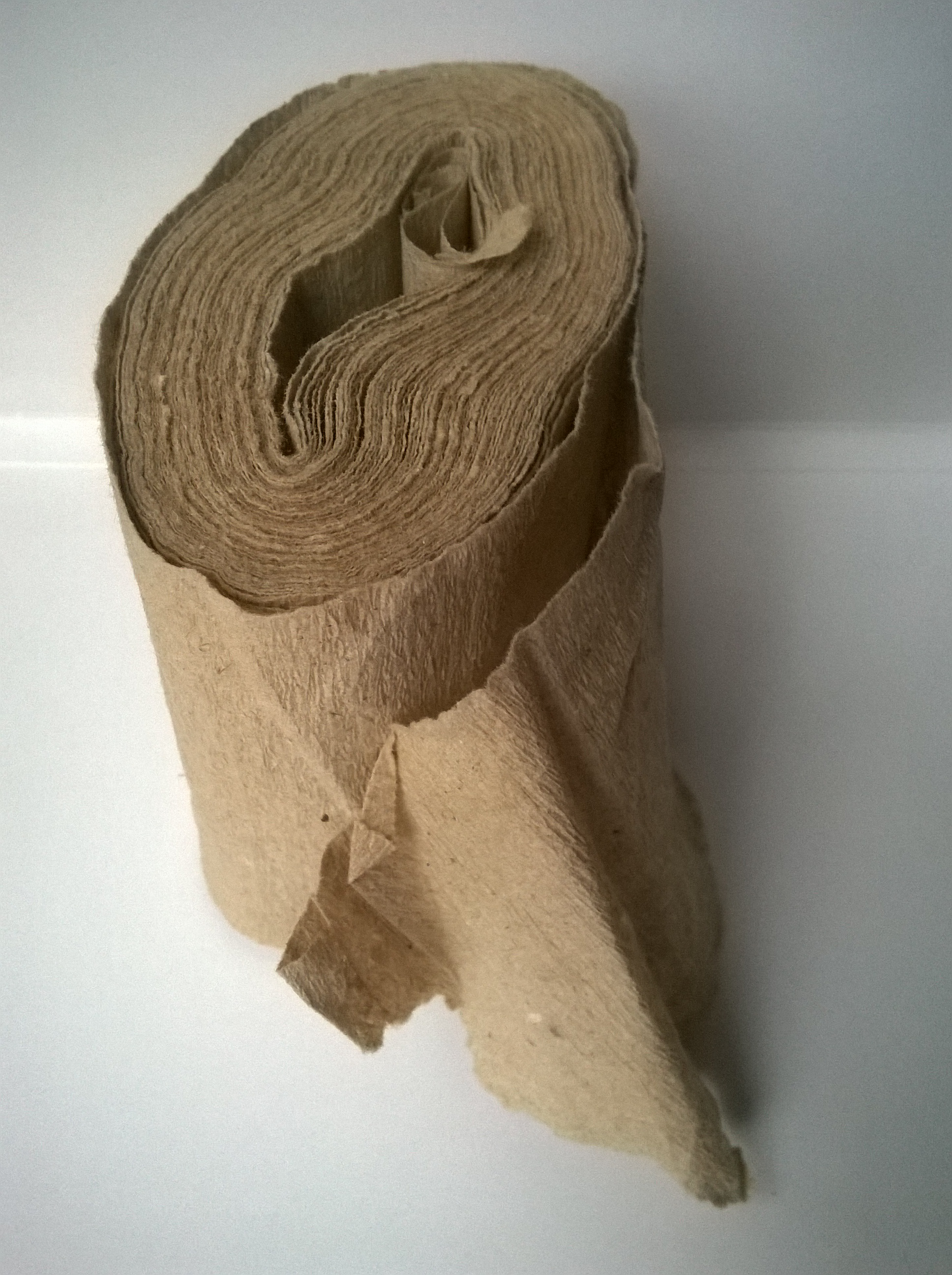
Krepp-Sekundärrohstoff Toilettenpapier

Toilettenpapier wird in unterschiedlichen Qualitäten angeboten. Die billigsten Toilettenpapiere weisen eine Beschaffenheit nahe am Krepppapier auf. Sie bestehen häufig aus recyceltem Material. Teure Toilettenpapiere werden aus besonders saugfähigem, zartem Tissuepapier hergestellt. Toilettenpapier hat in der Regel eine glatte Oberfläche. Mit mehreren Absichten wird es gelegentlich mit Prägungen versehen. Zum einen kann die Prägung der Stabilisierung des Papiers dienen. Des Weiteren kann das Wischen effektiver werden. Zum dritten sind es gestalterische Gründe. Insbesondere in der Schweiz gibt es häufig Toilettenpapier mit Noppen. In Deutschland gilt die Anzahl der Lagen als Qualitätsmerkmal. In den USA, Großbritannien und Japan gilt als Qualitätsmerkmal, dass das Toilettenpapier möglichst zart und fein ist.

### Format
Das Format der einzelnen Toilettenpapierblätter, das durch eine Perforationslinie vorgegeben ist, variiert national. In Deutschland, Holland, Frankreich, Polen, Schweiz ist zum Beispiel etwa Postkartengröße Standard (ca. 100 × 140 mm), also etwa DIN-Format (DIN A6 105 × 148 mm). In England ist das übliche Format bereits etwas breiter, ca. 115 × 135 mm. Das extremste Querformat mit 115 × 102 mm gibt es in Thailand. Das extremste Hochformat (nicht mitgezählt Toilettenpapierrollen ohne jegliche Perforation) ist 100 × 366 mm; ein Werbe-Toilettenpapier von Schmidt Spiele aus Deutschland.

### Farben

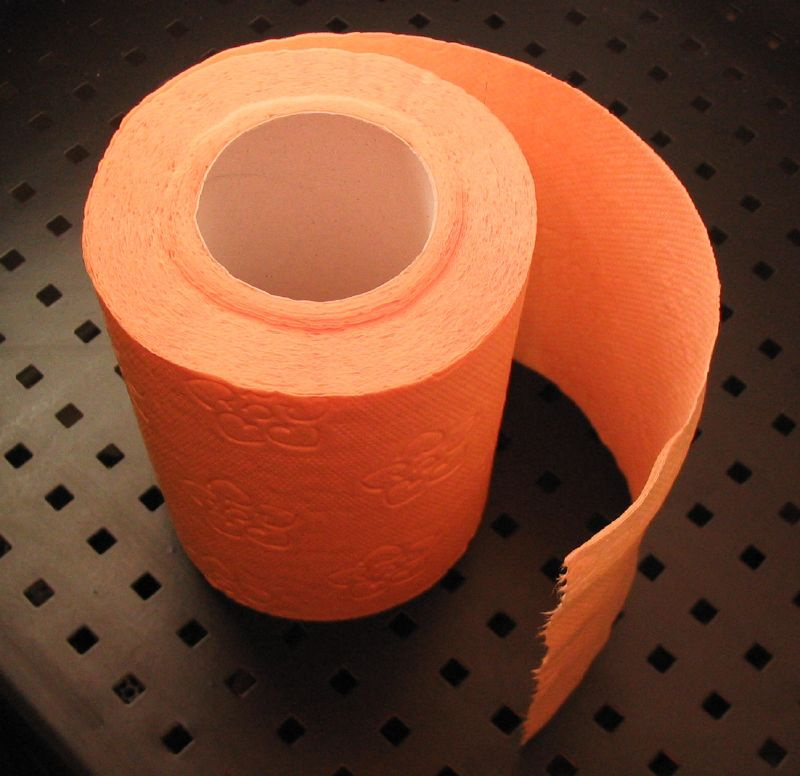
Apricot gefärbtes Toilettenpapier

Bei durchgefärbtem Toilettenpapier-Fond herrschen außer den Naturtönen zwischen Weiß und Grau oder Beige Pastelltöne vor: Rosa, Apricot, Hellgelb und Hellblau. In seltenen Fällen findet sich Blasslila oder Blassgrün. Es werden jedoch selten satte Farben verwendet, wie Schwarz, Weinrot, Neongrün, Königsblau. Flächig bedrucktes Toilettenpapier ist unüblich. Wenn es einen Aufdruck gibt, ist er häufig einfarbig. Häufige Druckfarben sind Rosa und Rosarot, auch Blau, seltener Lila, Orange, Braun oder Grün.

### Dekor
Gerne wird Toilettenpapier mit Mustern versehen. Bei den Mustern handelt es sich in den meisten Fällen um „Streumuster“, das heißt ein Motiv wird mehrfach (unregelmäßig) über die Fläche verteilt („verstreut“). Streifen und Pünktchenmuster sind selten. Gelegentlich haben Toilettenpapiere eine Prägung im Krokodil-, Wellen‑, Kreis- oder Karomuster. Manche werden zusätzlich bedruckt. Ornamente stehen üblicherweise als abgeschlossene Einheiten für sich. Sie gehen nie ununterbrochen (beispielsweise als Borte) vom ersten bis zum letzten Blatt.

### Motive
Vorherrschend ist alles, was „Weichheit“ und „Flauschigkeit“ assoziiert wird. Es gibt Dekore mit Bären, Katzen, Hasen, Flaumfedern, Wolken. Eine weitere Motive sind Dinge, die mit „Leichtigkeit“ verbunden werden: Wolken, Flaumfedern, Blätter aller Art, Schmetterlinge, fliegende Vögel. Eine weitere Assoziation ist alles, was mit angenehmem Duft assoziiert wird: vor allem Blumen aller Art. Selten sind Motive, die edel wirken sollen, wie zum Beispiel die Lilie der Bourbonen. Weniger selten sind Anspielungen auf das Wasser, wie Fische, Muscheln und anderes Wassergetier.

### Zusätze
Einige Toilettenpapiere werden parfümiert. Beliebte Düfte sind Kamille, Pfirsich oder Rose. Andere Toilettenpapiere sind mit antibakteriell wirkenden Zusätzen imprägniert.

### Scherz‑, Kunst- und Werbe-Toilettenpapiersorten

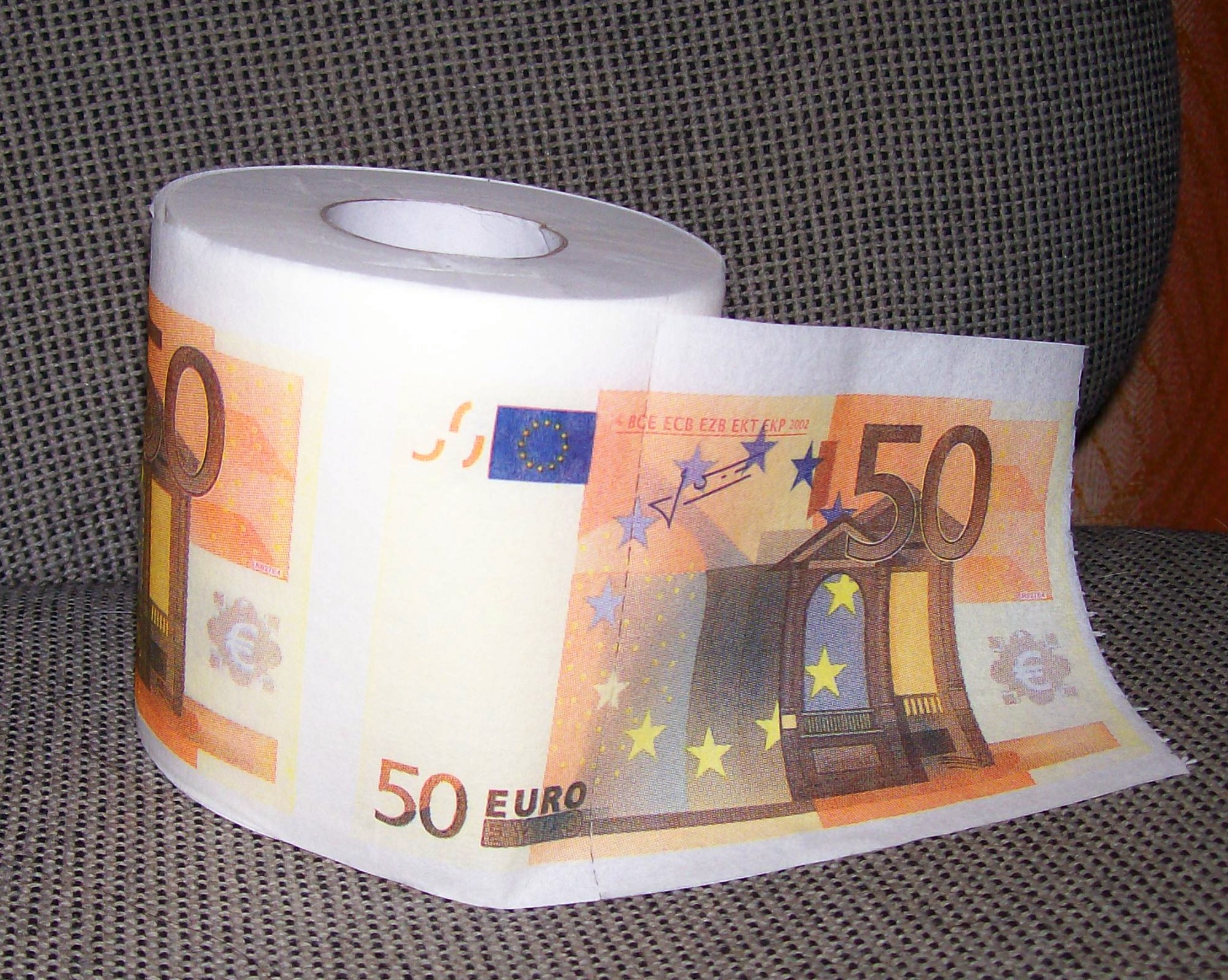
Toilettenpapier mit Motiv 50-Euro-Scheine
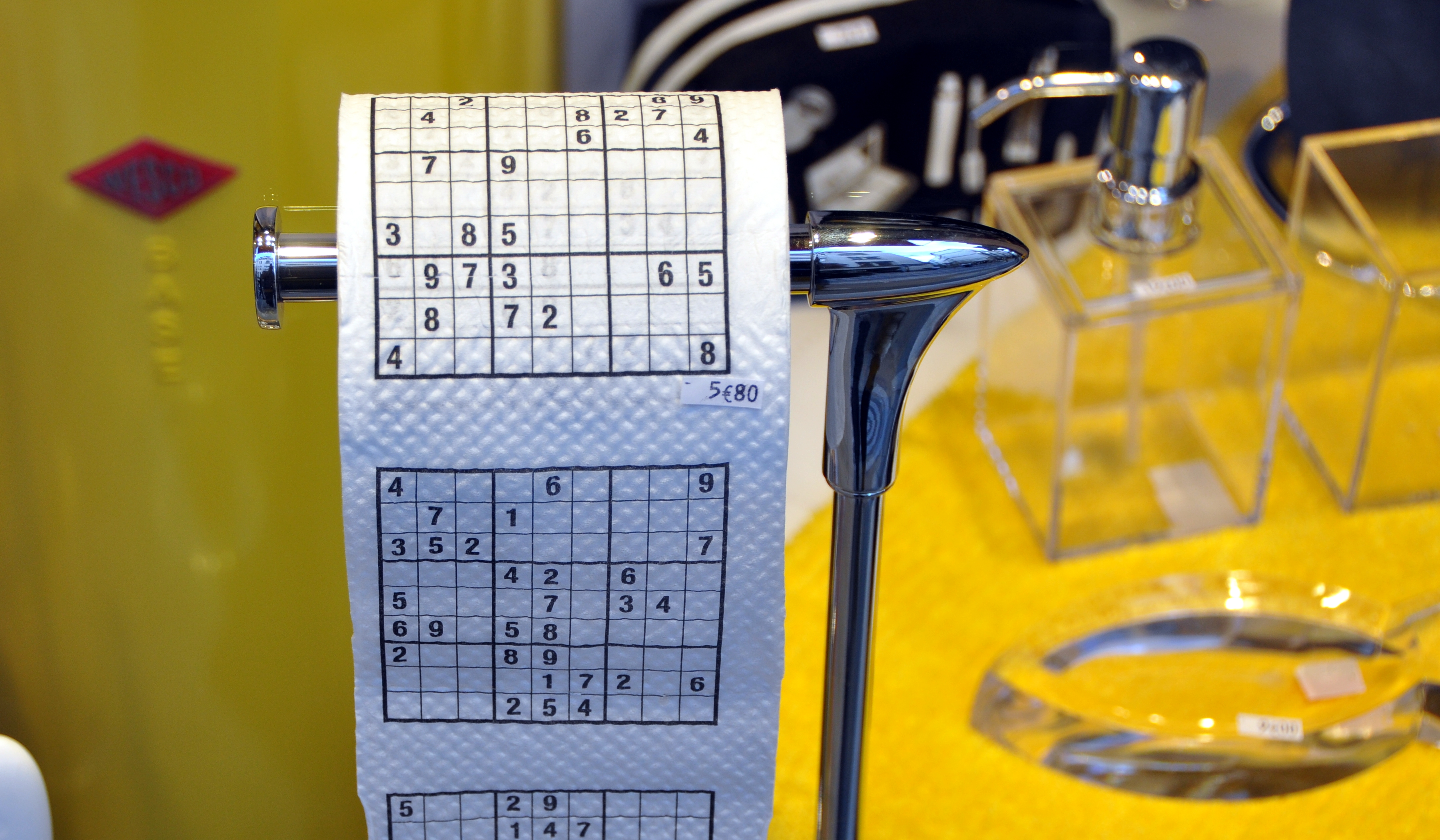
Toilettenpapier mit Motiv Sudoku

Toilettenpapiere werden auch mit Texten (Witze, Gedichte), Scherzmotiven (Geldscheine) oder Werbeaufdrucken versehen.